# Kaustinen

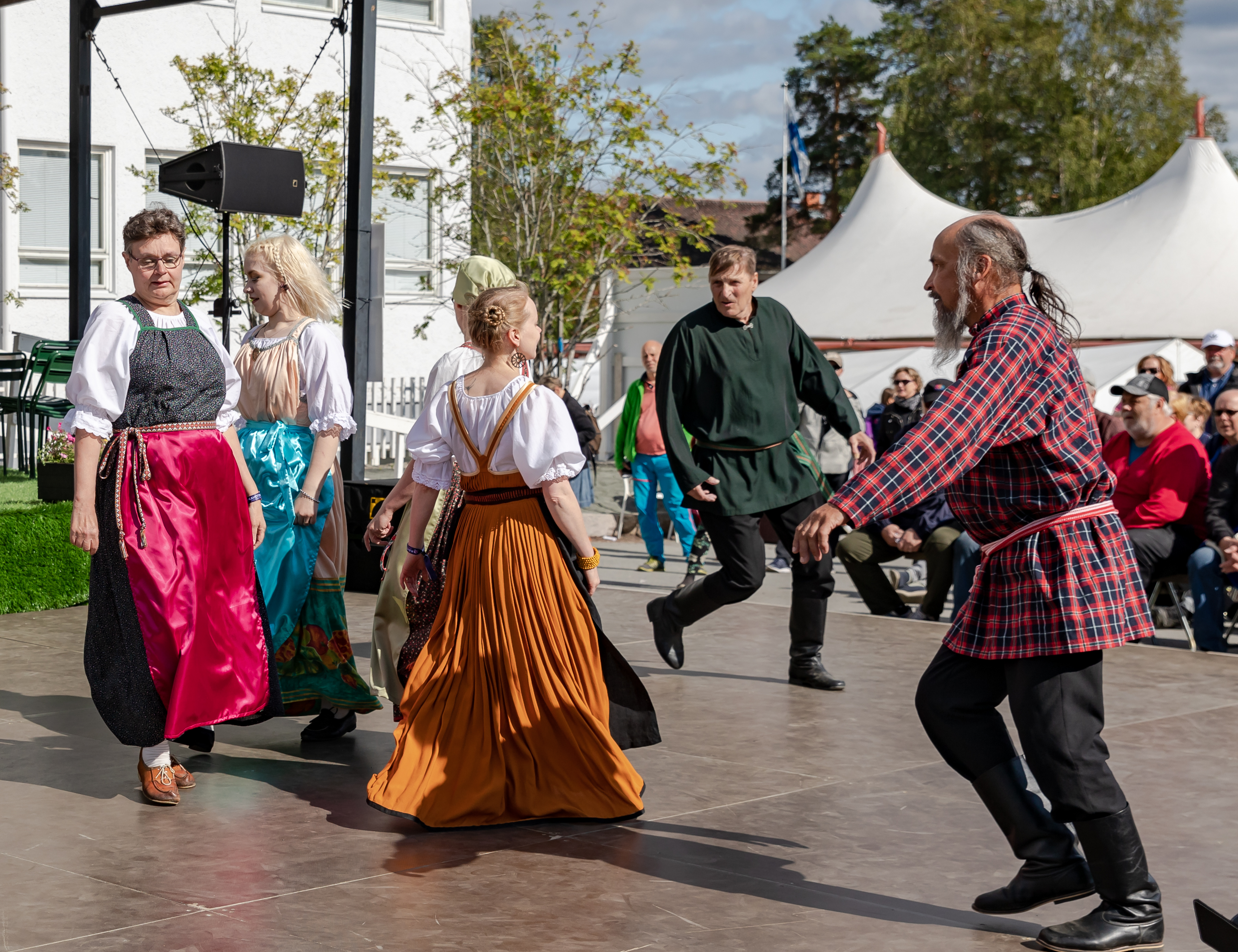
Volksmusikfestival in Kaustinen

Kaustinen [ˈkɑu̯stinɛn] (schwed. Kaustby) ist eine Gemeinde im Westen Finnlands mit 4198 Einwohnern (Stand 31. Dezember 2022). Sie liegt in der Landschaft Mittelösterbotten 45 km südöstlich von Kokkola. Nachbargemeinden von Kaustinen sind Kokkola im Nordwesten, Halsua im Südosten, Veteli im Süden und Kronoby im Westen. Die Gemeinde ist einsprachig finnischsprachig.
Kaustinen ist vor allem für sein alljährlich im Juli stattfindendes Volksmusik-Festival bekannt. Daneben wird in Kaustinen jeden Januar eine Kammermusikwoche veranstaltet. Kaustinen bezeichnet sich selbst als „Musikgemeinde“ und trägt eine Geige im Wappen. 
Das Geigenspiel wurde daher 2021 in die UNESCO-Liste des immateriellen Kulturerbes der Menschheit aufgenommen.
Hauptsehenswürdigkeit von Kaustinen ist die 1777 fertiggestellte und 1859 umgebaute Holzkirche. Die Landschaft am durch die Gemeinde fließenden Perhonjoki mit ihren Feldern und Dörfern am Flussufer ist offiziell als kulturgeschichtlich wertvolles Ensemble anerkannt worden.
Bei der Kommunalwahl in Finnland 2012 erreichten die Basisfinnen mit 37,3 % in Kaustinen ihr landesweit bestes Ergebnis.